# Dage ved en sø - Gardasøen
Dage ved en sø - Gardasøen er en dansk dokumentarfilm fra 1963 instrueret af Aksel Hald-Christensen.

## Handling
Aksel Hald og familien kører med campingvognen over de tyrolske Alper og ned til Gardasøen i Italien, hvor områdets idyl og mange seværdigheder opleves. Tilsat tidens musik.